# ラーザリ・カガノーヴィチ
ラーザリ・モイセーエヴィチ・カガノーヴィチ（ロシア語: Ла́зарь Моисе́евич Кагано́вич、1893年11月22日 - 1991年7月25日）は、ソビエト連邦の政治家、官僚。ウクライナ共産党第一書記、ソビエト連邦運輸人民委員（運輸大臣）、閣僚会議第一副議長（第一副首相）を歴任した。また、ヨシフ・スターリンの側近を務めていた。

## 生い立ち
ロシア帝国時代のウクライナキエフ県ラドムィーシュリ郡カバヌィの村で、ユダヤ人の両親の元、1893年に生まれた。人生の大部分において、彼は頑強な無神論者だった。形ばかりの教育は決して受けず、独学で靴職人となって働いた。
1911年、ボリシェヴィキに入党した（兄のミハイル・カガノーヴィチはすでに党員であった）。1915年末、カガノーヴィチは逮捕され、カバヌィに送還された。1917年3-4月は、革鞣工組合の組合長、そしてユーゾフカ・ソビエトの副議長であった。1917年5月、サラートフにおけるボリシェビキの軍事組織の指導者となった。1917年8月、彼はベラルーシのボリシェビキ党ポレーシエ地区委員会の指導者となった。十月革命時はホメリの反乱指導者の役割を果たした。

## 共産党官僚
1918年、カガノーヴィチは赤軍宣伝部の政治委員となった。1918年5月から1919年8月、ニジニ・ノヴゴロド県の幹部会議長であった。また、1919年から1920年はヴォロネジ県の指導者であった。1920年から1922年、彼はトルクメニスタンにおいて、地方のイスラム教反乱勢力（バスマチ）に対するボリシェビキ闘争の指導者の一人であった。そして、その地方の敵対者に対する討伐においても、引き続き指揮を執った。
1922年5月、ヨシフ・スターリンがソビエト連邦共産党書記長になると、直ちにカガノーヴィチを側近とし、書記局の「組織部」の長に転任させた。この部署は共産党機構内のすべての役職に対して責任を負っていた。カガノーヴィチは、ここで働きながらスターリンの支持者たちを党官僚社会における重要な地位に就ける手助けをした。その地位において、彼はその高い仕事力、スターリン個人への忠誠、そして彼自身の個人的見解の欠如が認められた。彼は、スターリンからのあらゆる命令も必ず実行すると公言していたが、その当時はまだ珍しいことであった。
1924年、カガノーヴィチは中央委員会の委員となった。1925年から1928年にかけて、カガノーヴィチはウクライナ共産党第一書記の地位にあった。ウクライナにおけるカガノーヴィチは、クラーク（富農）に対するその経済的抑圧の徹底方針、そして「社会主義へのクラークの平和的統合」を掲げるニコライ・ブハーリンのより穏健な政策に対する頑強な反対で有名であった。ウクライナ共和国における彼の在任中、ウクライナ化政策はロシア化へと変更され、そして多くの党官僚が「ウクライナ民族主義者」として粛清された。

### 工作
1928年、カガノーヴイチ指導部に対する数多くの抵抗のため、スターリンはカガノーヴィチをウクライナからモスクワに転任させ、党中央委員会書記の役職に戻した（1939年まで）。スターリンこそが国家の唯一の指導者となるという期待のもと、彼は党書記として、いわゆる共産党内の左翼反対派および右翼反対派に対するスターリンの闘争を支援した。1933年から1934年まで、彼は共産党党員粛正委員会議長（Tsentral'naja komissija po proverke partijnykh ryadov）を務めながら、個人的には、共産党を追放されたスターリンの敵対者とは誰も連絡をとれないようにした。1934年の第17回党大会において、カガノーヴィチは集計委員会議長となった。彼は中央委員会の役員選挙において、スターリンの立候補に反対する290個の票を取り除き、改竄した。彼の行為により、セルゲイ・キーロフの代わりにスターリンを書記長として再選させた。規約では、反対票がより少ない候補者が書記長となる。カガノーヴィチが改竄する前のスターリンの反対票は292、対してキーロフはわずか3票であった。しかしながら、「公式」の結果では（カガノーヴィチの妨害により）、スターリンへの反対票は2票だけであった。

### 政治局員
1930年、カガノーヴィチはソ連共産党政治局員、そして党モスクワ地区（1930年～35年）及びモスクワ市（1931年～34年）第一書記となった。彼はまた、農業集団化や早急な工業化を含め、スターリンの経済政策の実行の多くを監督した。
1930年代にカガノーヴィチは、モスクワにおけるソビエト初の地下鉄システムの建設を組織化し、大いに寄与した。この地下鉄には、1955年までは彼の名前が冠されていた。このとき、彼はまた、救世主ハリストス大聖堂を含め、市の歴史的建造物の多くの破壊を監督した。1932年、彼はイヴァノヴォ＝ヴォズネセンスクにおいて労働者ストライキの無慈悲な鎮圧を指導した。

## ウクライナ大飢饉への責任

1932年-1933年のウクライナ飢饉で、通行人はハリコフの通りで餓死している農民の死体を気にしなくなっていた（1933年）

スターリンの指示のもと、カガノーヴィチはヴャチェスラフ・モロトフとともに1930年の全ウクライナ党大会に参加し、ウクライナにおける集団化政策を積極的に奨励し、数百万のウクライナ人が死んだ1932年から33年の悲劇的なホロドモール（ウクライナ大飢饉）をもたらした。同様の政策はまた、中央アジアのカザフスタン共和国や、クバン、クリミア、下ヴォルガ、その他ソビエトの各地方においても、多大な苦痛を与えることとなった。共産党中央委員会の使者として、カガノーヴィチはウクライナ、ロシア中央部、北カフカース、シベリアを旅し、農業の集団化と、「富農」とその支援者（一般に集団農場化の遅れの責任を押し付けられた人々）に対する抑圧の促進を要求した。例えば北カフカースの指導部に圧力をかけてクバンの3スタニツァ（ポルタフスカヤ、メドヴェトコフスカヤ、ウルプスカヤ）の全員を（全体で4万5000人）完全に国外追放させた。カガノーヴィチは、モロトフ、パーヴェル・ポストゥイシェフ、その他ソビエト連邦のスターリン主義指導者たちと共に、指導者スターリンの指示を忠実に実行した者として飢饉に責任があるとされる。

## "鉄のラーザリ"
1935年から1937年まで、カガノーヴィチは運輸人民委員（大臣）として働いた。大粛清の開始前でさえ、彼は「破壊活動家」として何千人もの鉄道管理者や経営者の逮捕を組織化した。
1937年から1939年までは、彼は重工業人民委員であった。1939年から1940年までは、石油工業人民委員を務めた。彼の仕事は、規律の統制とスターリン政策への追従を進めるため、あらゆる所での逮捕と繋がっていた。
1930年代末の全党協議会において、「外国のスパイ」と「サボタージュを行う者」を探し出し、迫害する一層の努力が必要だとの演説を行った。スターリンの命令を実行するうえで、その冷酷無比ゆえに、彼は「鉄のラーザリ」の渾名を付けられた。
これら数年間に死んだ多くの一人に、航空機産業人民委員だったラーザリの兄ミハイル・カガノーヴィチがいた。1940年1月10日、ミハイルはカザンの航空機工場「N24」の工場長に降格させられた。1941年2月、共産党第18回大会の期間、ミハイルはもし工場が締め切りを逃すなら党から追放されると警告された。1941年6月1日、ラーザリからの電話のあと、ミハイルは自殺した。
大祖国戦争（独ソ戦）期、カガノーヴィチは北カフカース及びザカフカース戦線の政治委員（軍事会議メンバー）を務めた。1943年から1944年にかけての彼は再び運輸人民委員を務めていた。1943年、彼は社会主義労働英雄の称号を授与された。1944年から1947年まで、資源開発相であった。1947年、彼はウクライナ共産党第一書記となった。1948年から1952年の間は国家資源供給委員会（Gossnab）議長、そして1952年から1957年は閣僚会議第一副議長（副首相）であった。
カガノーヴィチは1957年まで政治局員及び幹部会員であった。彼はまた、のちのソ連共産党第一書記となるニキータ・フルシチョフの初期の指導者でもあった。フルシチョフは1930年代、カガノーヴィチのモスクワ市における代理人として頭角を現した。1947年、フルシチョフがウクライナの指導的地位を解任され、格下のウクライナ政府首相職に留められたとき、スターリンは彼に代えて（その年に復職するその時まで）カカノーヴィチを派遣した。

## 失脚

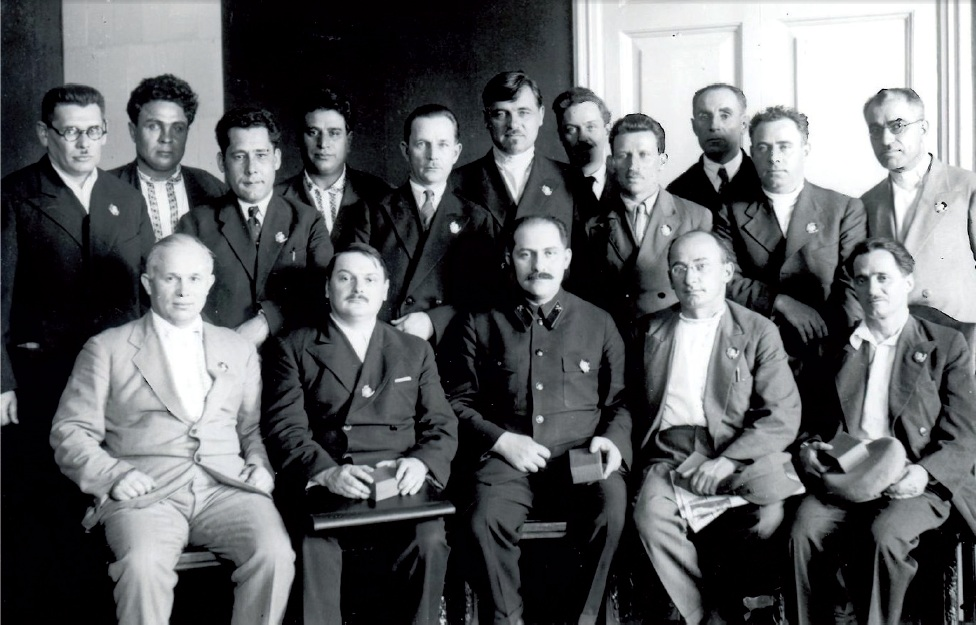
カガノーヴィチ(真ん中)

カガノーヴィチは堅物のスターリン主義者であり、幹部会に残っていたが、1953年3月のスターリン死後にまもなく影響力を失くした。1957年、彼は強硬路線のスターリン主義者であるヴャチェスラフ・モロトフ、クリメント・ヴォロシーロフ、ゲオルギー・マレンコフ（いわゆる「反党グループ」）に従い、ここ2年でスターリン批判をますます激しくするかつての子分・フルシチョフに対する党内クーデターに参加したが、失敗に終わった。クーデター失敗の結果、カガノーヴィチは幹部会および中央委員会を解任され、そしてウラル地方の小さなカリウム工場の工場長の地位を与えられた。1961年、彼は党から完全に追放され、モスクワに住む年金受給者の1人となった。
1987年、『クレムリンの狼：ソビエト連邦恐怖の設計者、L.M.カガノーヴィチ最初の伝記』と題した本が、米国人ジャーナリスト、スチュアート・カーンによって書かれた。本の中でカーンは、長らく行方不明であったカガノーヴィチの甥であると主張した。カーンはまた、モスクワ訪問中にカガノーヴィチと個人的にインタビューをしたと述べた。このインタビューでカガノーヴィチは1953年にスターリンが死んだことについて（毒殺と推定される）一部責任があると認めたと主張している。同様の異様な主張に、スターリンは晩年にカガノーヴィチの姉妹と結婚したとか、ユダヤ人であるカガノーヴィチがユダヤ人狩りの立役者だったというものがある。こうした主張は全て事実かという問題は、カーンはカガノーヴィチと話したことはないし、その本の内容も嘘っぱちだと、娘を含め生き残った家族は、手紙の中で述べている（当時のNKVD長官ラヴレンチー・ベリヤが、スターリンに毒を盛ったという説が流れている）。

## 死去
カガノーヴィチは97歳まで存命し、1991年のソビエト連邦の崩壊へと導いた一連の事件(ソ連8月クーデター)が起こる前に死去した。晩年のインタビューで、彼はミハイル・ゴルバチョフによる統治を、「国家の破滅の直接原因」と評していた。

## 逸話
- 1938年、26-bis号計画で新たに建造された軽巡洋艦は、「カガノーヴィチ」と名づけられた。1945年2月に竣工した同艦は、対日戦に備えてソ連太平洋艦隊に配属された。艦はこの年より「ラーザリ・カガノーヴィチ」と改名された。しかし、1957年には「ペトロパーヴロフスク」に改名されてカガノーヴィチの名は外された。
- 1951年7月3日、ラーザリ・カガノーヴィチの息子ミハイル（ラーザリの兄に因んで命名された）は、スターリンの娘のスヴェトラーナ・アリルーエワと結婚した[5]。